# Kalinów (powiat białobrzeski)
Kalinów – wieś w Polsce położona w województwie mazowieckim, w powiecie białobrzeskim, w gminie Stromiec.
Administracyjnie wieś wchodzi w skład sołectwa Piróg.
Wieś położona pomiędzy wsią Piróg a wsią Nowy Kadłubek gmina Stara Błotnica. Nie posiada stałych mieszkańców, znajdują się tam tylko domki letniskowe.
W latach 1975–1998 miejscowość należała administracyjnie do województwa radomskiego.